# Сока, Сусана
Сусана Сока (исп. Susana Soca, 19 июля 1906, Монтевидео — 11 января 1959, Рио-де-Жанейро) — уругвайская поэтесса, переводчица
, издатель.

## Биография
Из высокопоставленной и обеспеченной столичной семьи, где постоянно бывали крупные литераторы (среди них — Жюль Сюпервьель). С детских лет вместе с семьей часто жила в Париже, здесь в круг знакомых её родителей в разное время входили Шарко, Пьер Лоти, Анатоль Франс. Сусана получила домашнее воспитание, владела английским, французским, итальянским языками. В 1936, гостя в Уругвае, с ней познакомился Анри Мишо, у них был короткий, бурный роман. По просьбе Мишо Жизель Фройнд, которая в 1938 встретилась с Сусаной Сока в книжной лавке Адриенны Монье, сделала несколько фотографий уругвайской поэтессы.
После Второй мировой войны Сусана Сока уже постоянно жила в Париже. Самостоятельно выучила русский, чтобы читать Пастернака, переписывалась с ним. Дружила с Кокто, Элюаром, Роже Каюа, Никола де Сталем, её портрет написал Пикассо. С 1947 выпускала литературный журнал «Единорог», где печатались писатели всего мира; три первых номера его вышли в Париже, с 1953 он издавался в Монтевидео (всего вышло 12 номеров). Здесь публиковались Жюль Сюпервьель, Морис Бланшо, Т. С. Элиот, Моравиа, Жан Полан, Сильвина Окампо, Фелисберто Эрнандес, Франсис Понж, Мишель Лейрис, Хорхе Гильен, Пьер Жан Жув, Эдвард Морган Форстер, Алексей Ремизов, Рене Шар, Рафаэль Альберти, Мария Самбрано и др.
Кроме стихов, Сусана Сока писала эссе о Хуане Инес де ла Крус, Кьеркегоре, Рильке.
Погибла в авиакатастрофе: самолёт, на котором она летела из Парижа в Монтевидео повидаться с матерью, загорелся при промежуточной посадке.
На её смерть откликнулись Борхес, Мишо, Бергамин, Хорхе Гильен, Онетти, Чоран, художница Валентина Гюго и многие другие. Отдельными книгами её стихи и проза были опубликованы уже после смерти.

## Публикации
- En un país de la memoria. Montevideo: Edición «La Licorne», 1959
- Noche cerrada. Montevideo: Edición «La Licorne», 1962
- Prosa. Montevideo: Edición «La Licorne», 1966

## Признание
В 2005 году группа уругвайских женщин-кинорежиссёров, объединившись в группу «Дамы Единорога», сняла о Сусанне Сока документальный фильм. В июне 2006 года в Доме Латинской Америки в Париже была открыта приуроченная к столетию писательницы выставка «Сусанна Сока и её круг глазами Жизель Фройнд».
В августе 2012 года уругвайская писательница и переводчик Клаудия Аменгуаль представила биографическую книгу «Rara Avis. Жизнь и творчество Сусаны Сока».
В мае 2018 года Аменгуаль выпустила роман «El lugar inalcanzable» (Недостижимое место), прототипом главной героини которого вновь стала Сусана Сока и её жизнь в оккупированном нацистами Париже.